# ديفيد بيدكوك
ديفيد موسى بيكوك: (1942 - ): هو كاتب ومستشار اقتصادي وأكاديمي بريطاني مسلم، وُلد عام 1942 في شفيلد ببريطانيا، اعتنق الإسلام عام 1975، وأسس الحزب الإسلامي في بريطانيا عام 1989، وترأس الحزب منذ ذلك الوقت، ويعتبر بيدكوك عضواً في مجلس الأبحاث الاقتصادية ببريطانيا.

## الحزب الإسلامي
أسس ديفيد بيدكوك الحزب الإسلامي في بريطانيا عام 1989 مع أربعة من زملائه وهم:
- مستقيم بلر (1959 - ) وهو ألماني الجنسية.
- محمد نسيم (1924 - ) وهو هندي الأصل.
- هاني نصر (1949 - ) وهو مصري.
- كليم محمد (1931 - 1997).[2]

## مؤلفاته
ألف بيدكوك عديداً من المؤلفات أشهرها كتاب Satanic voices ancient and modern (الآيات الشيطانية قديماً وحديثاً)، والذي يرد على كتاب الآيات الشيطانية الذي ألفه سلمان رشدي.
يكتب بيدكوك مقالات صحفية عديدة ويتركز معظمها على مواضيع في الاقتصاد الإسلامي.

## حياته الشخصية
متزوج ولديه ولدان (جاكوب وماري).